# Distrikt San Luis (Carlos Fermín Fitzcarrald)

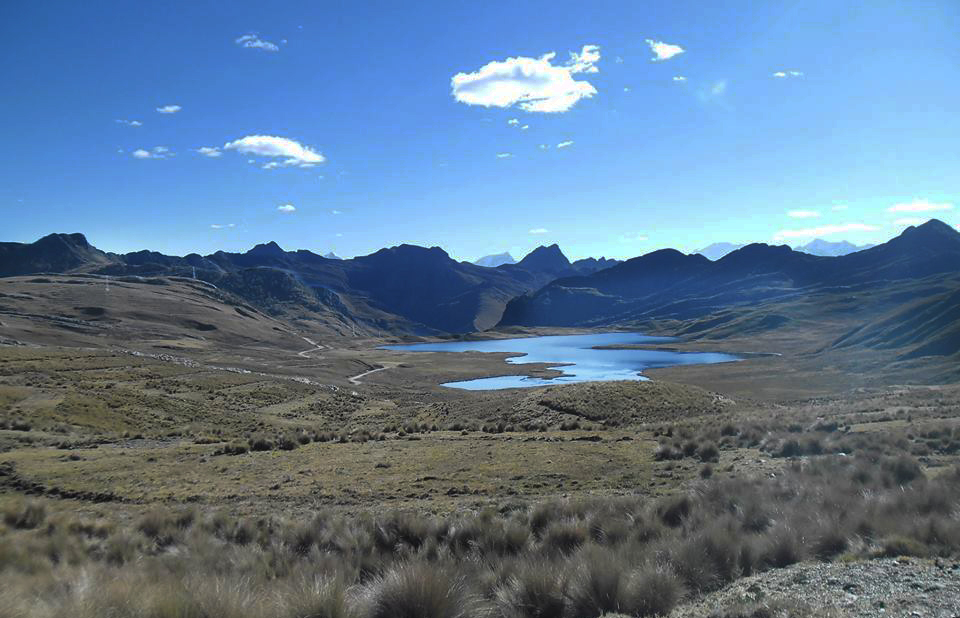
Laguna Huachucocha

Der Distrikt San Luis liegt in der Provinz Carlos Fermín Fitzcarrald in der Region Ancash in West-Peru. Der Distrikt besitzt eine Fläche von 247 km². Beim Zensus 2017 wurden 11.156 Einwohner gezählt. Im Jahr 1993 lag die Einwohnerzahl bei 11.618, im Jahr 2007 bei 12.112. Die Distriktverwaltung befindet sich in der 3131 m hoch gelegenen Provinzhauptstadt San Luis mit 2298 Einwohnern (Stand 2017). Die Kleinstadt wird zur Unterscheidung von anderen peruanischen Orten gleichen Namens auch San Luis de Chuquipampa oder San Luis de Huari genannt.

## Geographische Lage
Der Distrikt San Luis liegt an der Ostflanke der Cordillera Blanca und erstreckt sich über den Südwesten der Provinz Carlos Fermín Fitzcarrald. Der Río Chucpin (oder Río Ashnocancha) fließt entlang der nordwestlichen Distriktgrenze nach Norden.
Der Distrikt San Luis grenzt im Südwesten an den Distrikt Chacas (Provinz Asunción), im Westen an die Distrikte Acochaca (Provinz Asunción) und Yanama (Provinz Yungay), im Nordosten an den Distrikt Yauya, im Südosten an den Distrikt San Nicolás sowie im Süden an die Distrikte Cajay und Huari (Provinz Huari).